# El baile de los que sobran
«El baile de los que sobran» (с исп. — «Танец оставшихся») — песня протеста в жанре синти-поп чилийской рок-группы «Los Prisioneros» из её третьего альбома «Pateando piedras», вышедшая в 1986 году и посвящённая критике системы образования Чили времён диктаторского режима генерала Аугусто Пиночета. Считается наиболее успешной композицией группы и одной из знаковых песен чилийской поп-музыки. Текст и музыку песни написал непосредственно лидер группы Хорхе Гонсалес.
Песня существует в двух вариантах: оригинальном и перезаписанном для альбома «Grandes éxitos» 1991 года.

## Композиция
Главной темой «Танца оставшихся» выступает экономическое неравенство в пиночетовском Чили, которое начинается с различных систем образования для элиты и остального населения. Молодые люди из бедных семей, окончив школу, обнаруживают, что их возможности для трудоустройства или продолжения образования значительно ограничены, а полученный уровень образования — недостаточный. Главный герой композиции представляет собой персонифицированный образ тех, кто после окончания школы оказался безработным или разочаровался в жизни и единственное, что им остаётся делать — это «танцевать и пинать камни», то есть бездельничать.
На написание песни Хорхе Гонсалеса вдохновило наблюдение за протестно настроенными учащимися Лицея Андреса Белло в коммуне Сан-Мигель столицы страны Сантьяго, которых карабинеры в качестве меры наказания выгоняли на задний двор, где они пинали камни.
Песня представляет собой композицию в стиле синти-поп с использованием синтезаторов, семплера и драм-машины, по стилю будучи похожа на композицию «Muevan las industrias» из этого же альбома. Её особенностью является звучание в начале и завершающей части песни собачьего лая (который записали у собаки по кличке Нестор, которая принадлежала матери Гонсалеса). Запись композиции началась после песни «Exijo ser un héroe» на драм-машине, которую Гонсалесу одолжил Мигель Конехерос из группы «Pinochet Boys». В последний момент перед записью Гонсалес решил добавить в композицию также звучание классической гитары, чтобы «придать песне приятный оттенок». Вдохновением для главной темы песни, по словам её автора, послужили аналогичные темы британских групп Heaven 17 и Depeche Mode.
Это была последняя песня, которую Хорхе Гонсалес исполнил на своём последнем концерте в 2017 году.

## Клип
Существует две версии видеоклипа на эту песню. Первая (в чёрно-белом варианте) была снята в 1986 году режиссёром Даниэлем де ла Вегой и представляет собой архивные кадры гастролей группы, перемежающиеся кадрами из видеоигры «Star Wars» 1983 года и сценами, иллюстрирующими атмосферу жизни при военном режиме (карабинеры досматривают людей). На видео также изображена пара, танцующая на улице, женщину в которой сыграла Сесилия Агуайо, будущая клавишница «Los Prisioneros».
Вторая версия, снятая в 1991 году Кристианом Галазом, представляет собой компиляцию из игры Хорхе Гонсалеса на гитаре и живого выступления остальных членов группы.

## Участники записи
- Хорхе Гонсалес[исп.] — ведущий вокал и бэк-вокал, синтезаторы и семплер;
- Клаудио Нареа[исп.] — классическая гитара и бэк-вокал;
- Мигель Тапиа[исп.] — ведущий вокал и бэк-вокал, драм-машина.

## Культурное влияние
Выражение «пинать камни», введённое этой песней, закрепилось в чилийском политическом лексиконе и впоследствии часто применялось для обозначения неравенства в образовательной системе страны.
«Танец оставшихся» стала одним из символов борьбы против военной хунты и незадолго до референдума 1988 года была запрещена, а «Los Prisioneros» — подвергнута преследованию за призывы голосовать за вариант «Нет».
Песня также стала одним из символов протестов 2019—2020 годов, когда во время разгона карабинерами марша чилийских школьников и студентов 26 октября 2019 года её скандировало свыше миллиона человек, что было отмечено BBC как «один из самых эмоциональных моментов протеста». Хорхе Гонсалес в интервью радиостанции «Radio Cooperativa» прокомментировал это так: «Очень грустно, что её всё ещё нужно продолжать петь. Эта песня была создана в тех же условиях, в которых она исполнялась: в комендантский час и под обстрелом».